# Amédée Emmanuel François Laharpe
Amédée Emmanuel François Laharpe, švicarsko-francoski general, * 1754, † 8. maj 1796.
Njegovo ime je vpisano na Slavoloku zmage v Parizu.